# Ahn Dong-eun
Ahn Dong-eun (en hangul, 안동은; Corea del Sur, 1 de octubre de 1988) es un futbolista surcoreano que juega como defensor de Goyang Hi FC en K League Challenge.

## Carrera
Fue aplicado a la K League Challenge de 2010 y 2011, pero no fue seleccionada por ningún equipo y se unió al lado de la Liga Nacional de Corea Suwon FC.
Hizo su debut en la liga profesional en el partido de apertura K League Challenge de 2013 contra FC Anyang.